# Lehrte
Lehrte − miasto w Niemczech, w kraju związkowym Dolna Saksonia, wchodzi w skład związku komunalnego Region Hanower. W 2008 r. miasto liczyło 43 518 mieszkańców.
W mieście jest stacja kolejowa Lehrte.

## Współpraca
Miejscowości partnerskie:
- Ieper, Belgia
- Mönsterås, Szwecja
- Staßfurt, Saksonia-Anhalt
- Trzcianka, Polska
- Vanves, Francja